# Marinestation Kongsøre
Marinestation Kongsøre, i daglig tale Torpedostation Kongsøre, er tjenestested for Søværnets Frømandskorps og Søværnets Dykkertjeneste. Marinestationen er placeret i Kongsøre Skov i Odsherred ud til Isefjorden.
Marinestationen har tidligere huset en feriekoloni for drenge anlagt af Frederiksberg kommune i 1905.
I slutningen af 1930'erne projekterede det daværende Søminevæsen en sømine- og torpedostation på området og i 1939 blev byggeriet påbegyndt, der dog i 1943 blev sat i bero på grund af 2. Verdenskrig. Efter krigen blev byggeriet genoptaget og hele området blev overdraget til Forsvaret sammen med de oprindelige træbygninger fra feriekolonien. De oprindelige bygninger blev anvendt af Forsvaret frem til 1962, hvor den sidste blev revet ned. Området har lige siden været indhegnet og lukket for offentligheden.
Stationen bestod oprindeligt af en kasernebygning, et torpedoværksted og en række specialværksteder og mindre bygninger. Desuden blev der anlagt et mindre havneanlæg og opført et observationstårn, der blev anvendt i forbindelse med prøveskydninger af torpedoer. Herudover en række ammunitionsbunkere i skoven rundt om Marinestationen til opbevaring af søminer og torpedoer.
Frømandskorpset har siden oprettelsen i 1957 haft til huse på Marinestationen og blev oprindeligt indkvarteret i træbygningerne fra feriekolonien.
Under den kolde krig blev Marinestationen tænkt anvendt i forbindelse med genforsyning af undervandsbåde og missiltorpedobåde af Willemoes-klassen, hvis Warszawapagten skulle have indledt et angreb på Danmark og Vesteuropa.
Efter den kolde krig og afskaffelsen af det danske ubådsvåben blev torpedoværkstederne lukket og marinestationen blev overdraget helt til Frømandskorpset.